# Vaskút
Vaskút este un sat în districtul Baja, județul Bács-Kiskun, Ungaria, având o populație de 3.514 locuitori (2011). 

## Demografie
Componența etnică a satului Vaskút
     Maghiari (83,85%)
     Germani (12,54%)
     Croați (2,33%)
     Necunoscut (0,34%)
     Alții (0,94%)
Componența confesională a satului Vaskút
     Romano-catolici (62,86%)
     Fără religie (7,8%)
     Reformați (3,67%)
     Necunoscută (24,5%)
     Alte religii (1,88%)
Conform recensământului din 2011, satul Vaskút avea 3.514 locuitori. Din punct de vedere etnic, majoritatea locuitorilor (83,85%) erau maghiari, existând și minorități de germani (12,54%) și croați (2,33%). Apartenența etnică nu este cunoscută în cazul a 0,34% din locuitori.  Din punct de vedere confesional, majoritatea locuitorilor (62,86%) erau romano-catolici, existând și minorități de persoane fără religie (7,8%) și reformați (3,67%). Pentru 24,5% din locuitori nu este cunoscută apartenența confesională.